# 退耕庵
退耕庵（たいこうあん）は、京都市東山区にある臨済宗東福寺派の大本山・東福寺の塔頭。本尊は千手観音。小野小町ゆかりの寺として知られる。拝観には予約が必要である。

## 歴史
貞和2年（1346年）に東福寺第43世・性海霊見（しょうかいれいけん）によって創建された。応仁の乱により一時荒廃したが、慶長年間（1596年 - 1615年）に安国寺恵瓊によって再興された。
幕末の鳥羽・伏見の戦いの際、東福寺に長州藩の陣が置かれた縁で、退耕庵は鳥羽・伏見の戦いの戦死者の菩提寺となっている。

## 境内
- 客殿（京都府指定文化財）
- 地蔵堂 - 玉章（たまずさ）地蔵と称される地蔵菩薩坐像のほか、小野小町100歳像などを安置する。玉章地蔵は京都市東山区の渋谷（しぶたに）越えにあった小町寺から明治7年（1874年）に移されたもので、小野小町宛ての恋文を納めると伝える[2]。
- 昨夢軒 - 四畳半台目の茶室で、豊臣秀吉の死後、石田三成と宇喜多秀家が関ヶ原の戦いの謀議を行った場所とされている[3]。護衛の武士が控えていたとされる伏侍（ふせざむらい）の間がある[4]。
- 庭園－ - 庭は池泉観賞式庭園、南庭は杉苔が特色の枯山水庭園。両庭とも昭和47年（1972年）に修復された[3]。

## 文化財

### 重要文化財
- 絹本著色性海和尚像（自賛あり）
- 紙本墨書永明智覚寿禅師垂誡　2幅（東京国立博物館寄託）
- 紙本墨書聖一国師忌斎幹縁疏

## アクセス
- JR奈良線・京阪本線 東福寺駅下車 徒歩5分
- 京都市営バス 「東福寺」バス停下車 徒歩2分